# درخت فیل‌پا
درخت فیل‌پا (نام علمی: Adansonia gregorii) نام یک گونه از سرده بائوباب است.

## نگارخانه

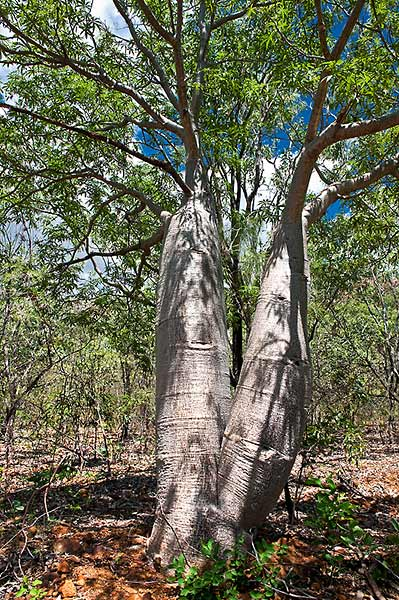
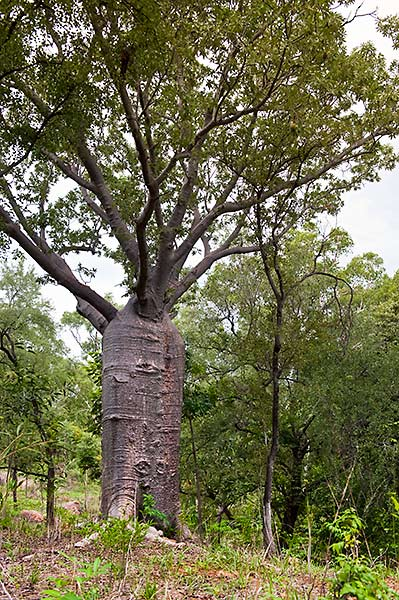
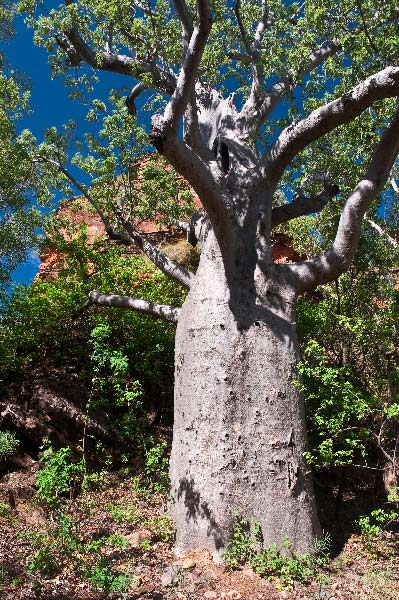
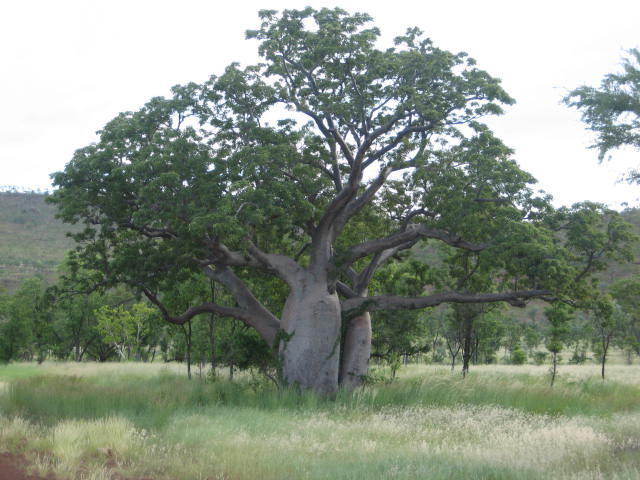
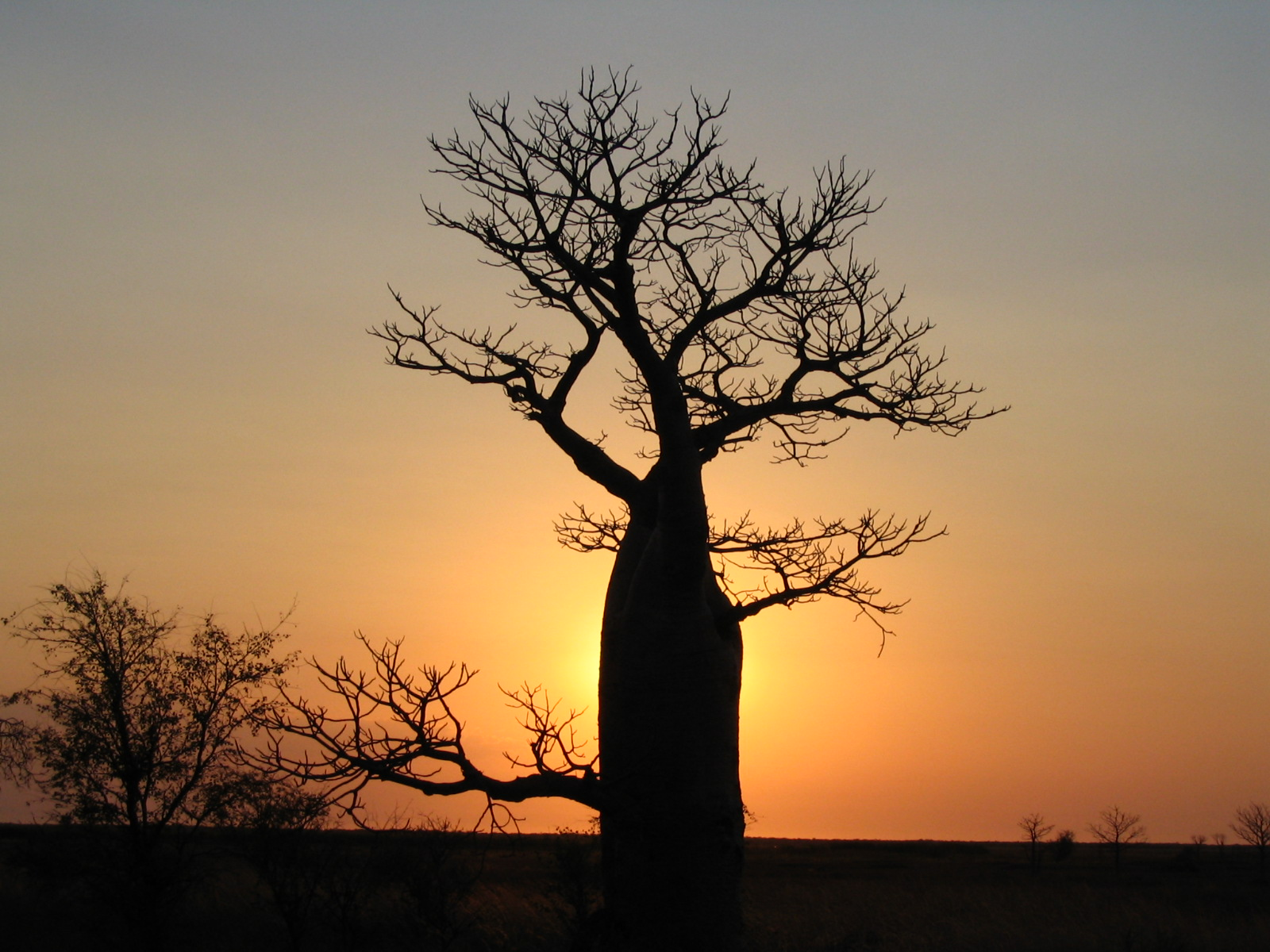